# Kujtun
Kujtun (ros. Куйтун) – osiedle typu miejskiego w Rosji, w obwodzie irkuckim, ośrodek administracyjny rejonu kujtuńskiego. W 2022 liczyło 10 000 mieszkańców.